# 众兴街道
众兴街道，原为众兴镇，是中华人民共和国江苏省宿迁市泗阳县下辖的一个街道办事处。2020年7月，撤乡设街道，现区划代码为321323001。以原众兴镇的东光、西湖、东华、红光、五里、西康、前进、杨圩、周庄、詹庙、府苑、运南、众东、东祥、顾集、桃源、洪南、叶庄、朱圩、刘桥、二桥21个居委会区域为众兴街道行政区域。

## 历史沿革
众兴镇前身为悦来集，应中运河开凿而兴起。据民国《泗阳县志》载，相传明末刘仲达在此兴，名仲兴镇，后刘氏中落，卖与众姓，遂改为众兴镇。晚清时，众兴镇商业兴旺，为桃源四镇之冠（众兴镇、仁和镇、金锁镇、洋河镇），“水路冲衢，舟车络绎，商务繁盛，与城市（指县治）相颉颃，而交通便利过之。”
宣统三年，驻清江浦新军部分官兵起义，混乱中部分散兵游勇与地方股匪合流，结伙至众兴镇，劫掠后西去，经此劫众兴镇元气大伤。后虽逐渐复苏，稍呈盛景，却又于民国28年为日军侵占，日军烧杀抢掠，无所不为，还拆毁佛寺和清真寺等古建，众兴镇的小商贩，也被驱赶至东门外荒地上搭盖草棚以经营。如此摧残，至建国前夕，众兴镇大部分居民缺衣少食，生活无着。
民国38年5月，由于旧县治已被摧毁殆尽，新政府决定将县治迁至众兴镇。1953年，又将位于爱园的烈士陵园迁至新县城东南侧，另建有昭忠祠、纪念碑、亭及陈列室等，此后，经不断建设，县城市容改观。之后历经数次行政区划调整，至2020年撤镇设街道后，众兴街道行政区域面积91.3平方千米，人口20.4万人，共管理21个居委会。

## 行政区划
众兴街道下辖以下村级行政区划单位：
西康社区、前进社区、杨圩社区、西湖社区、东光社区、众东社区、红光社区、五里社区、东华社区、运南社区、周庄社区、运河社区、桃园社区、顾集社区、淮海社区、朱圩社区、刘桥社区、丁家沟社区、东祥社区、叶庄社区、洪南社区和二桥社区。